# Sergiusz Nadgryzowski
Sergiusz Nadgryzowski (ur. 31 marca 1898 w Chełmie, zm. 20 kwietnia 1970 w Warszawie) – polski pianista-kameralista i akompaniator oraz pedagog muzyczny.

## Życiorys
Studiował w latach 1915–1922 w konserwatorium w Odessie. Uzupełniające studia muzyczne odbył u Henryka Melcera i Zbigniewa Drzewieckiego w Konserwatorium Warszawskim. Przed 1939 rokiem pracował jako korepetytor w Filharmonii Narodowej i Teatrze Wielkim, był też akompaniatorem w Polskim Radio. W czasie II wojny światowej współpracował z konspiracyjnym warszawskim Studio Operowym. W latach 1946–1949 był wykładowcą Państwowej Wyższej Szkoły Muzycznej w Krakowie. Od 1950 do 1965 roku był członkiem zespołu Filharmonii Narodowej. W latach 1965–1970 był zatrudniony jako korepetytor w Teatrze Wielkim.
Jako pianista występował we Francji, Indiach, Egipcie oraz krajach Europy Wschodniej.